# Томаше
Томаше (пол. Tomasze) — село в Польщі, у гміні Червін Остроленцького повіту Мазовецького воєводства.
Населення — 108 осіб (2011).
У 1975-1998 роках село належало до Остроленцького воєводства.

## Демографія
Демографічна структура станом на 31 березня 2011 року:
|          | Загалом | Допрацездатний вік | Працездатний вік | Постпрацездатний вік |
| -------- | ------- | ------------------ | ---------------- | -------------------- |
| Чоловіки | 47      | 9                  | 31               | 7                    |
| Жінки    | 61      | 18                 | 29               | 14                   |
| Разом    | 108     | 27                 | 60               | 21                   |